# 小川将俊
小川 将俊（おがわ まさとし、1979年1月18日 - ）は、埼玉県大宮市（現：さいたま市北区）出身の元プロ野球選手（捕手）、野球指導者。

## 来歴・人物

### プロ入り前
浦和学院高等学校では、高校3年時に春夏の甲子園に出場。三浦貴とバッテリーを組んだ。その後、東洋大学でも1年から三浦とのコンビで出場。4年秋には正捕手として11季ぶりのリーグ優勝に貢献。卒業後は日本通運へ進む。3年目に正捕手に定着して、第74回都市対抗野球大会では初戦で本塁打を放つ。
その後、2003年のドラフトで中日ドラゴンズから8位指名を受けて入団。指名に至った経緯として、就任直後の落合博満監督からの「即戦力捕手獲得」という強い要望で獲得が決まったと言われている。

### 中日時代
2004年8月15日の対ヤクルトスワローズ戦で初の先発マスクを経験し、また2安打も放っている。
2005年、2006年、2007年は一軍出場はなかった。
2008年は3番手だった清水将海が怪我で出遅れたこともあって開幕一軍メンバー入りを果たすが、主に代走として登場することが多かった。結果プロ入り最多の13試合に出場するも打率.182と良い結果を残すことはできなかった。
2009年も、ほとんどを二軍で過ごすが、二番手だった小山桂司に代わってクライマックスシリーズでベンチ入りを果たす。オフの11月2日に戦力外通告を受け、中日のブルペン捕手（打撃投手兼任）に転身した。

### 引退後
2014年10月4日に中日の二軍バッテリーコーチへの就任が発表された。
2016年3月28日、開幕3試合にして、一軍捕手コーチだった小山良男と入れ替わる形で一軍バッテリーコーチに配置転換されることになった。
2017年は再び二軍バッテリーコーチに戻る。
2018年でコーチを辞任すると、その後は再びブルペン捕手を務めた。
2022年から、同学年で日本通運から中日を通じてバッテリーを組んでいた金剛弘樹が監督に就任した立正大学のコーチを務める。

## 詳細情報

### 年度別打撃成績
| 年 度    | 球 団    | 試 合 | 打 席 | 打 数 | 得 点 | 安 打 | 二 塁 打 | 三 塁 打 | 本 塁 打 | 塁 打 | 打 点 | 盗 塁 | 盗 塁 死 | 犠 打 | 犠 飛 | 四 球 | 敬 遠 | 死 球 | 三 振 | 併 殺 打 | 打 率 | 出 塁 率 | 長 打 率 | O P S |
| -------- | -------- | ----- | ----- | ----- | ----- | ----- | -------- | -------- | -------- | ----- | ----- | ----- | -------- | ----- | ----- | ----- | ----- | ----- | ----- | -------- | ----- | -------- | -------- | ----- |
| 2004     | 中日     | 5     | 6     | 6     | 0     | 2     | 0        | 0        | 0        | 2     | 0     | 0     | 0        | 0     | 0     | 0     | 0     | 0     | 2     | 0        | .333  | .333     | .333     | .667  |
| 2008     | 中日     | 13    | 11    | 11    | 0     | 2     | 0        | 0        | 0        | 2     | 0     | 0     | 0        | 0     | 0     | 0     | 0     | 0     | 3     | 0        | .182  | .182     | .182     | .364  |
| 2009     | 中日     | 5     | 3     | 3     | 1     | 1     | 0        | 0        | 0        | 1     | 1     | 0     | 0        | 0     | 0     | 0     | 0     | 0     | 1     | 0        | .333  | .333     | .333     | .667  |
| NPB：3年 | NPB：3年 | 23    | 20    | 20    | 1     | 5     | 0        | 0        | 0        | 5     | 1     | 0     | 0        | 0     | 0     | 0     | 0     | 0     | 6     | 0        | .250  | .250     | .250     | .500  |

### 年度別守備成績
| 年 度 | 球 団 | 捕手  | 捕手  | 捕手  | 捕手  | 捕手  | 捕手  | 捕手     | 捕手     | 捕手     | 捕手     | 捕手     |
| 年 度 | 球 団 | 試 合 | 刺 殺 | 補 殺 | 失 策 | 併 殺 | 捕 逸 | 守 備 率 | 企 図 数 | 許 盗 塁 | 盗 塁 刺 | 阻 止 率 |
| ----- | ----- | ----- | ----- | ----- | ----- | ----- | ----- | -------- | -------- | -------- | -------- | -------- |
| 2004  | 中日  | 5     | 16    | 0     | 0     |       | 0     | 1.000    | 0        | 0        | 0        | -        |
| 2008  | 中日  | 8     | 31    | 3     | 0     | 0     | 0     | 1.000    | 4        | 4        | 0        | .000     |
| 通算  | 通算  | 13    | 47    | 3     | 0     | 0     | 0     | 1.000    | 4        | 0        | 0        | .000     |

### 記録
- 初出場：2004年7月20日、対読売ジャイアンツ15回戦（ナゴヤドーム）、9回表より捕手として出場
- 初先発出場：2004年8月15日、対ヤクルトスワローズ20回戦（明治神宮野球場）、8番・捕手として先発出場
- 初打席・初安打：同上、3回表に石堂克利から左前安打
- 初打点：2009年4月26日、対読売ジャイアンツ6回戦（東京ドーム）、9回表に古川祐樹から二塁ゴロの間に記録

### 背番号
- 59 （2004年 - 2009年）
- 107 （2010年 - 2013年）
- 98 （2014年）
- 73 （2015年 - 2018年）
- 110 （2019年 - 2021年）